# Дальняя улица (Зеленогорск)
Да́льняя у́лица — улица в городе Зеленогорске Курортного района Санкт-Петербурга. Проходит от Комсомольской улицы до Зеленогорского шоссе.
Изначально входила в состав Kukkakatu. Это название появилось в 1920-х годах и с финского языка переводилось как Цветочная улица, но причина присвоения неизвестна. В 1940-х годах из состава Kukkakatu была выделена нынешняя Дальняя улица. Название ей было присвоено в связи с удаленностью от центра.
Остальную часть Kukkakatu переименовали в Цветочную улицу. На геодезической карте Зеленогорска конца 1970-х — начала 1980-х годов Цветочной улицей назван 80-метровый проезд от Дальней улицы до нынешнего дома 3 по Привокзальной улицы; по Цветочной осуществлялся подъезд к детскому саду (Комсомольская улица, 4). Несмотря на то что этот проезд сохранился и поныне, в Большой топонимической энциклопедии подчеркивается, что Цветочная улица «фактически исчезла в 1980-е гг.». Упразднена она была 8 октября 2007 года.
Нумерации по Дальней улице нет, а дома, выходящие на неё, имеют адреса по Привокзальной и Комсомольской улицам.

## Перекрёстки
- Комсомольская улица
- Привокзальная улица (пешеходная дорожка)
- Зеленогорское шоссе